# Ridgways cotinga
De Ridgways cotinga (Cotinga ridgwayi) is een zangvogel uit de familie van de cotinga's (Cotingidae). Deze vogel is genoemd naar de Amerikaanse ornitholoog Robert Ridgway.

## Verspreiding en leefgebied
Deze soort komt voor in Costa Rica en Panama.

## Status
De grootte van de populatie is in 2018 geschat op 1250-2820 volwassen vogels. Het verspreidingsgebied is klein en de aantallen gaan achteruit door habitatverlies. Op de Rode lijst van de IUCN heeft deze soort daarom de status kwestbaar.